# Psych
Psych va ser una Sèrie de televisió estatunidenca creada per Universal Pictures i protagonitzada per James Roday i Dule Hill. S'emetia originalment al canal USA Network.

## Sinopsi
Shawn Spencer (James Roday) és un consultor que treballa per a la policia fent-los creure que és un vident quan, en realitat, només utilitza la seva impressionant capacitat d'observació així com les habilitats policíaques que li han estat inculcades pel seu pare, Henry, destacat detectiu retirat de la policia de Santa Barbara, al llarg de tota la seva infància. Al principi de cada capítol hi ha un moment en el qual es reflecteixen aquests moments de la infància de Shawn. Per simular les seves visions, Shawn fingeix entrar en trànsit o comunicar-se amb els esperits. En les seves investigacions l'acompanya el seu millor amic Gus (Dule Hill).

## Personatges

### Principals
- Shawn Spencer: James Roday. Un fals psíquic que treballa amb el S.B.P.D.

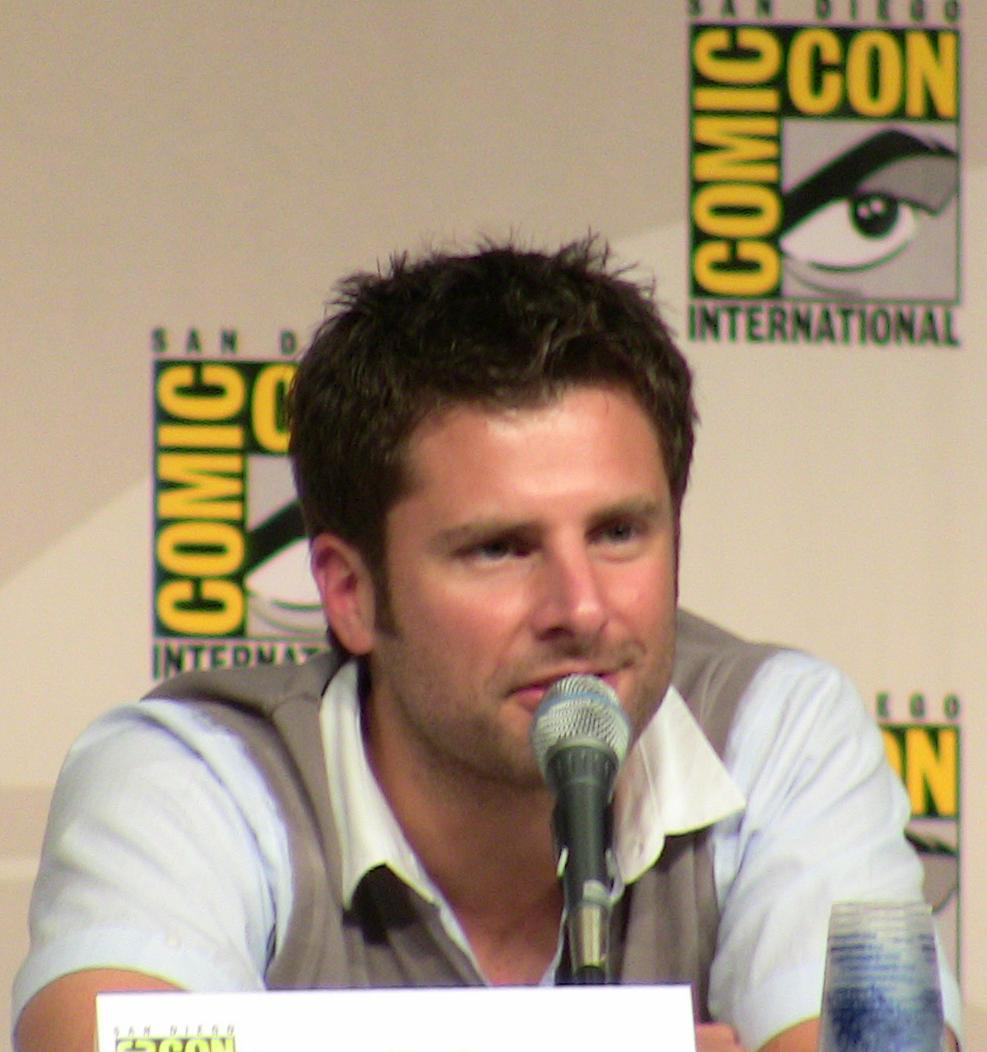
James Roday en el comic-con de 2009 a San Diego

Shawn Spencer (James Roday), fill d'un policia respectat, va ser entrenat pel seu pare per ser excepcionalment observador. Shawn barreja els seus poders d'observació amb el raonament deductiu d'un investigador, però el seu sentit de l'humor i les seves malifetes li jugaran males passades en moltes ocasions. Encara que al principi de la sèrie la seva relació amb el seu pare era molt tensa i gairebé inexistent, la revelació de la realitat del divorci dels seus pares li fa canviar la seva visió sobre el seu pare, recolzant-se més en ell quan necessita consell o ajuda. Està enamorat des del primer dia de Juliet O'Hara "Jules".
- Burton 'Gus' Guster: Dulé Hill.

Gus (Dulé Hill) és un representant farmacèutic al començament de la sèrie, treball que deixa de banda per ser la mà dreta del seu amic Shawn. És la part més seriosa i racional d'aquesta estranya parella i quan es deixa portar per Shawn, sap que la cosa acabarà molt malament.
- Carlton Lassiter: Timothy Omundson- Detectiu, cap del S.B.P.D.

Det. Lassiter (Timothy Omundson), un veterà detectiu amb més de deu anys en el departament de policia de Santa Bàrbara, amb veritable devoció pel cos de policia. Està divorciat i té problemes per entaular relacions i ser empàtic amb la gent, sobretot amb Shawn, al qual odia profundament, encara que amb el pas del temps canviarà aquesta situació, ja que torna a casar-se i té una filla, Lilly. Ell i Juliet acaben per ser molt bons amics.
- Juliet O'Hara: Maggie Lawson- Detectiu del S.B.P.D.; companya de Lassiter.

Det. O'Hara (Maggie Lawson), acabada d'arribar de Miami Beach, va ser criada en una família de germans i això l'ajudarà a suportar els rigors del treball de policia i suportar al seu nou company, Det. Lassiter, amb qui ella comparteix un coneixement enciclopèdic del codi de la policia. O'Hara, a diferència de Lassiter, està oberta a la possibilitat que de vegades es poden obtenir bons resultats fent cas a Shawn, encara que un s'allunyi del procediment habitual. Entre ella i Shawn sempre hi ha hagut alguna cosa i en la cinquena temporada decideixen començar una relació.
- Karen Vick: Kirsten Nelson- Cap interina del S.B.P.D. que després passa a ser cap estable

Vick (Kirsten Nelson) va treballar al costat del pare de Shawn, Henry, durant els seus dies al cos. Encara que ella dubte molt dels poders de Shawn sí que admira el que fa, ja que ell, com el seu pare, obtenen resultats.
- Henry Spencer: Corbin Bernsen- Padre de Shawn; un antic detectiu de la policia.

El pare de Shawn, Henry Spencer (Corbin Bernsen), és un policia jubilat i està divorciat. Està decebut per l'opció presa pel seu fill de no convertir-se en un gran investigador. En el fons està molt orgullós d'ell i de les seves habilitats però això és una cosa que mai dirà en veu alta. En la quarta temporada passa a ser un consultor de la Policia i l'encarregat de tractar amb el seu fill adjudicant investigacions. En l'última temporada fa classes de criminologia a la Universitat de Santa Bàrbara.
- Jove Shawn: temporades 1-5 Liam James, temporades 5- Skyler Gisondo.
- Jove Gus: Issah Brown- (temporada 1), Carlos McCullers II (temporades 2-).

### Personatges Secundaris
- Buzz McNab — Sage Brocklebank
- Abigail Lightar — Rachael Leigh Cook

## Episodis
| Temp   | Episodis | Estrena          | Final             |
| ------ | -------- | ---------------- | ----------------- |
| temp 1 | 15       | Juliol 7, 2006   | Març 2, 2007      |
| temp 2 | 16       | Juliol 13, 2007  | Febrer 15, 2008   |
| temp 3 | 16       | Juliol 18, 2008  | Febrer 20, 2009   |
| temp 4 | 16       | Agost 7, 2009    | Març 10, 2010     |
| temp 5 | 16       | Juliol 14, 2010  | Desembre 22, 2010 |
| temp 6 | 16       | Octubre 12, 2011 | Abril 11, 2012    |
| temp 7 | 16       | FEB 27, 2013     | TBA               |
| temp 8 | 10       | Gener 2014       | Març 27, 2014     |

## Informació de producció
Es roda a White Rock, British Columbia, Canada, ciutat que simula Santa Bàrbara (Califòrnia), on està localitzada la sèrie. Tan sols podem veure realment Santa Bàrbara en els plànols aeris. Si et fixes bé, pots veure les matrícules de Vancouver quan hi ha plans rodats al carrer fora dels sets habituals de rodatges.
La sèrie té diversos sets fixos on es desenvolupa l'acció:
- Casa del pare de Shawn (Hem vist des del saló a la cuina, passant pel porxo, el garatge i fins a l'habitació de Shawn)
- Oficina de Psych
- Comissaria (Encara que normalment sempre són al despatx de cap, és habitual veure'ls a la sala d'interrogatoris, pels passadissos, a les taules de Carlton i Juliet o als calabossos).

## Soundtrack
La cançó d'opening de la sèrie és "I Know You Know". Aquesta cançó va ser escrita per Steve Franks i és interpretada per The Friendly Indians.També hi ha la versió al castellà d'aquest tema, que es va usar per al capítol de la 2a temporada "Llum, càmera ... homicidi" La cançó en anglès pot ser descarregada al lloc web de la banda: www.friendlyindians.com. A més compta amb altres versions de la mateixa com l'especial de Nadal, un estil índia del capítol homicidi bollywoodià, un estil a cappella del capítol adéu al pèl Raspall, un estil filharmònica en el capítol Shawn 2.0 o una més lenta i trist per al capítol "Dual Spires".

## Crítiques

### Reacció de la crítica i ratings
Psych va tenir 4,51 punts d'audiència i una mitjana de 6,1 milions de televidents en la seva première, la qual cosa va suposar la puntuació més alta coneguda en la première d'una sèrie de televisió per cable el 2006 a tots els canals, segons el canal USA Network.

### Nominacions i premis
La sèrie va ser guanyadora en 2006 d'un Premi Anual lliurat per l'Independent Investigations Group per Excel·lència a Entreteniment per avançar en la causa de la Ciència i exposant superstició, mentre que el seu protagonista, James Roday, va ser nominat el 2006 per a un Satellite Award a la categoria Millor Actor en una Sèrie, Comèdia o Musical a més d'obtenir en 2008 una nominació per a un Premi ALMA a Millor Actor en una Sèrie de Comèdia.

## Emissió Internacional
| País                        | Cadena de TV                         | Emesa des                                      | Horari en la setmana (temps local)   |
| --------------------------- | ------------------------------------ | ---------------------------------------------- | ------------------------------------ |
| Estats Units                | USA Network                          | 7 de juliol de 2006                            | Divendres 9:00 pm                    |
| Canadà                      | CH                                   | Divendres 9:00 pm                              |                                      |
| Costa Rica                  | Repretel 11                          | Dissabtes i Diumenges 11:00 am                 |                                      |
| Hondures                    | Studio Universal                     | Dilluns a Diumenges 5:00 am, 7:00 am i 2:00 pm |                                      |
| Brasil                      | Universal Channel i Rede Record      | 27 de Setembre de 2006 i 7 de maig de 2007     | Dimecres 10:00 pm i Dilluns 12:00 am |
| Eslovènia                   | Kanal A                              | 31 d'agost de 2007                             | Divendres 9:30 pm                    |
| Israel                      | Yes stars 2 (canal 13)               | 29 de Gener de 2007                            | Dilluns 10:20 pm                     |
| Llatinoamèrica              | Studio Universal                     |                                                | Diumenge 9:00 p.m.                   |
| Regne Unit                  | Hallmark Channel y BBC Two           | 27 d'abril de 2007                             | Divendres 7:00 pm                    |
| Espanya                     | Calle 13                             |                                                | Diumenges 3:00 pm, Dilluns 21:30pm   |
| Espanya                     | FDF                                  |                                                | Dissabtes 8:30h, Diumenges 9:00h     |
| Filipines                   | C/S Crime and Suspense               | 22 de febrer de 2007                           | Dijous 8:00 pm                       |
| Nova Zelanda                | 11 de Setembre de 2007               | Dijous 7:30pm                                  |                                      |
| Hongria                     | Tv2                                  | 22 d'abril de 2007                             | Diumenges 3:30 pm                    |
| Irlanda                     | SkjárEinn                            |                                                |                                      |
| Aràbia Saudita              | Showtime Arabia Show Series 2        | 25 d'abril de 2007                             | Dimecres 10:00pm                     |
| Índia                       | Star World                           | 7 de maig de 2007                              | Dilluns 10:00 pm                     |
| Perú                        | Studio Universal                     |                                                |                                      |
| Suècia                      | Kanal 5                              | 8 de juny de 2007                              | Divendres 9:00 pm                    |
| Suïssa                      | TSR 1                                | 1 de Setembre 2007                             | Dissabtes 4:30 pm                    |
| Sud-est Àsia (No Filipines) | Star World                           | 11 de juliol de 2007                           | Dimecres 9:00 pm i Dimecres 8:00 pm  |
| Corea del sud               | OnStory                              | 27 de juny de 2007                             | Dimecres/Dijous 9:00 pm              |
| Argentina                   | Universal Channel                    | 27 de Setembre de 2006                         | Divendres 10:00 pm                   |
| Xile                        | Studio Universal                     | 2013 - actualitat                              | Divendres 08:00 am                   |
| Colòmbia                    | studio universal                     | 11 de juliol de 2011                           | Dilluns 9:00pm                       |
| Mèxic                       | Universal Channel/Canal 9 galavision | 2006 al 2012                                   | Dilluns a Divendres 07:00 pm         |
| Uruguai                     | Universal Channel/Canal 17/VTV       | 2007 al 2013 2014-present                      | Dissabtes i Diumenges 12:00 pm       |
| Paraguai                    | Universal Channel/Paravisión/Sur TV  | 2006 al 2012 2014-present                      | Dissabtes i Diumenges 05:00 pm       |
| El Salvador                 | Canal 2/Studio Universal             | 2009 - present                                 | Dissabtes 9:30AM                     |